# Zwinogródka
Zwinogródka (ukr. Звенигородка, Zwenyhorodka; ros. Звенигородка, Zwienigorodka) – miasto rejonowe na Ukrainie, w obwodzie czerkaskim, nad rzeką Tykicz Gniły, dopływem Bohu. Zwinogródka posiada duży kombinat spożywczy, sanatorium i muzeum regionalne.

## Nazwa
Nazwa pochodzi według legendy od dzwonu na wieży zamkowej, który dzwonił w sytuacji zagrożenia najazdem tatarskim.

## Historia

### XV wiek
Na początku XV wieku Zwinogródka została zajęta przez wielkiego księcia litewskiego Witolda, chcącego osadzić w Kijowie brata Jagiełły, księcia Skirgiełłę. Król Władysław Jagiełło w 1411 roku zatrzymał się tu w drodze z Kijowa. W 1430 roku Jagiełło nadał Zwinogródkę swemu bratu, księciu Świdrygielle, a ten z kolei po mianowaniu go w 1434 przez króla Władysława Warneńczyka księciem kijowskim, w 1438 roku nadał swemu dworzaninowi Kalenikowi Myszkowiczowi, protoplaście rodu Tyszkiewiczów olbrzymi obszar w Kijowskim nad rzeką Hniłopiat i uczynił namiestnikiem w Zwinogródce i Putywlu. W 1484 orda tatarska Mengli I Gireja spustoszyła Kijowszczynę i okolicę Zwinogródki, jednak zamek w Zwinogródce oparł się najazdowi.

### XVI wiek
W końcu XVI wieku król Aleksander Jagiellończyk mianował namiestnikiem zwinogródzkim, bracławskim i winnickim księcia Konstantego Ostrogskiego, jednak gdy ten w bitwie nad Wiedroszą w 1500 roku dostał się do niewoli moskiewskiej, namiestnikiem królewskim w zastępstwie został w 1501 r. Michał Zbaraski Wiśniowiecki. W 1507 roku król Zygmunt I Stary zwolnił wieczyście Zwinogródkę od podatku podymnego, a po powrocie z niewoli księcia Konstantego Ostrogskiego nadał mu dożywotnio Zwinogródkę. Później w 1522 roku otrzymał ją syn Ostrogskiego, Eliasz. Tatarzy chana Sahib Gireja złamali w 1541 roku umowę zawartą rok wcześniej z królem Zygmuntem I i doszczętnie spalili Zwinogródkę wraz z drewnianym zamkiem. W 1545 roku zamek jest wzmiankowany jako zburzony przez Tatarów, lecz wkrótce w bardziej obronnym miejscu nowy zamek zbudował starosta Fiodor Sanguszko. 27 lipca 1546 zjechali się do Zwinogródki przedstawiciele najważniejszych rodów wołyńskich, którzy zostali wyznaczeni przez króla Zygmunta dla rozsądzenia sprawy zabójstwa przez urzędnika zwinogródzkiego Łopateckiego, służącego wojewody poznańskiego Górki. Jednak wobec przybycia Górki z pocztem 500 zbrojnych, rozjechano się bez podjęcia decyzji, nie chcąc obradować pod przymusem. 
Unia polsko-litewska w Lublinie w 1569 przyłączyła Zwinogródkę do Korony Królestwa Polskiego, wyznaczając tu siedzibę jednego z 3 powiatów nowo utworzonego województwa bracławskiego. Powiat obejmował niezamieszkałe dorzecze – „pustynie” Sinych Wód. Okolice Zwinogródki pozostawały pustkowiem, co utrudniało szczegółowe wytyczenie granicy między województwem bracławskim i kijowskim. Specjalna komisja w 1584 roku wyznaczyła granicę powiatu wzdłuż rzeki Tykicz Górny, czyniąc z niej granicę pomiędzy województwami kijowskim i bracławskim. Dokładny przebieg granicy budził jednak ciągłe spory. Posłów na sejm wybierano ze wschodniej części powiatu, która pozostała w województwie bracławskim. Zwinogródka była miastem królewskim Korony Królestwa Polskiego Rzeczypospolitej Obojga Narodów. Jako królewszczyzna Zwinogródka została nadana kniaziowi Bohuszowi Koreckiemu, a następnie Jerzemu Strusiowi z Komorowa.

### XVII wiek
Korzystając z braku precyzyjnej granicy, wojewoda ruski Jan Daniłowicz wcielił Zwinogródkę do swego starostwa korsuńskiego (w województwie kijowskim). Dzięki jego staraniom napłynęli nowi osadnicy. W 1628 król Zygmunt III Waza oddał starostwo w dożywocie Marcinowi Kazanowskiemu, a po śmierci w niewoli tatarskiej Stanisława Daniłowicza (syna wojewody Jana Daniłłowicza), mianował w 1633 roku hetmana polnego Marcina Kazanowskiego starostą w Zwinogródce. Od 1638 roku funkcję tę sprawował następnie jego syn starosta bohusławski Aleksander Dominik Kazanowski. W 1646 roku podstarości białocerkiewski Zygmunt Czerny, najechał z 200 zbrojnymi pobliskie Kalnebłoto i słobodę Neberybis, należącą do Zwinogródki. Wkrótce Zwinogródkę zajął słynny warchoł, skazany na banicję Samuel Łaszcz, który na czele zubożałej szlachty grabił stąd okolice. W roku 1648 zajęły Zwinogródkę oddziały zrewoltowanych buntowników Chmielnickiego, co zapoczątkowało okres największego upadku miasteczka, najazdy Tatarów i ucieczkę ludności na Zadnieprze. Ciągle pojawiali się nowi pretendenci do starostwa, dysponujący fałszywymi aktami nadania. Uporządkował sprawy prawne dopiero starosta korsuński Aleksander Jan Jabłonowski, który wykupił prawa od wszystkich pretendentów do starostwa i rozpoczął nowe zasiedlanie opuszczonych wsi. Jednocześnie Jabłonowski samowolnie przyłączył starostwo zwinogrodzkie do swojego starostwa korsuńskiego.

### XVIII wiek
W 1700 roku wybudowano cerkiew uspieńską. W 1717 roku uchwała sejmu wyznaczyła Zwinogródkę na miejsce zimowego wypoczynku lekkich chorągwi pancernych wojsk Rzeczypospolitej. W 1735 roku sejm zgodził się, by na urzędy w powiecie zwinogródzkim powoływać tylko szlachtę miejscową. Po śmierci Jabłonowskiego w 1733 roku starostwa zostały rozdzielone, ale Zwinogródkę król August III Sas nadał w 1737 roku synowi Jana – Józefowi Aleksandrowi Jabłonowskiemu. W 1744 roku z części powiatu w okolicach Olchowca utworzono odrębne starostwo, które objął Rzewuski. W latach 40. XVIII wieku Zwinogródka była napadana przez hajdamaków. Czterokrotnie zbrojne bandy rabowały miasteczko i okolice. Miało to miejsce w 1742, 1748, 1751, 1752 roku. W 1743 w Zwinogródce dokonano egzekucji na Hołyju, który na czele oddziału hajdamaków napadał na dwory pomiędzy Winnicą i Czerkasami. Tzw. koliszczyzna trwała aż do 1768 roku. Kolejnym problemem były napady zza Dniepru z terenu tzw. Nowej Serbii (uchodźców z tureckich Bałkanów przybyłych do Rosji). W 1755 roku Józef Aleksander Jabłonowski sprzedał Zwinogródkę Feliksowi Sołtykowi, jednak niedługo Jabłonowski wypędził ludzi Sołtyka z części dóbr w Lisiance, które sprzedał hetmanowi Ksaweremu Branickiemu, co spowodowało długie procesy sądowe, w których Sołtykowie dochodzili sprawiedliwości w sądach, tym bardziej, że należące do Sołtyków Kalnebłoto też zostało zawłaszczone – przez Franciszka Potockiego, a potem Stanisława Szczęsnego Potockiego. Odżył wówczas stary spór o przebieg granicy województw bracławskiego i kijowskiego. W 1755 roku Komisja sejmowa zdecydowała, że podatki z powiatu zwinogródzkiego mają trafiać na przemian do skarbu województw kijowskiego i bracławskiego. W rewizji z 1765 roku wzmiankowany jest drewniany zameczek. W 1766 roku utworzono w Zwinogródce parafię katolicką liczącą 1400 wiernych i wzniesiono drewniany kościół ufundowany przez Feliksa Sołtyka. Lustracja z 1776 roku wykazała, że w Zwinogródce żadnego zabudowania niema takiego, które okazywało, iż jest miasteczkiem. W 1779 roku zbudowano most, który znajdował się przy zameczku i kościele, ale samą miejscowość opisywano jako niewielką. W związku z zadawnionymi sporami granicznymi w 1789 roku okoliczna ludność poprzez blokadę drogi uniemożliwiła przejazd urzędnikom królewskim. Powołana przez Sejm Wielki w 1790 roku komisja porządkowa dla powiatu zwinogródzkiego za siedzibę obrała Bracław. W 1791 Sejm Czteroletni wydzielił z województwa bracławskiego realnie istniejący powiat zwinogródzki oraz wyznaczył miasteczko na siedzibę sejmików i sądów ziemskich. 30 kwietnia 1792 roku przywilej renowacyjny króla Stanisława Augusta Poniatowskiego nadał Zwinogródce prawa miejskie i herb przedstawiający górę, otoczoną palisadą, z rycerzem trzymającym w rękach miecz i tarczę. Podczas wojny z Rosją w obronie Konstytucji 3 Maja, w 1792 roku stacjonował tu sztab brygady Dzierzka dywizji podolskiej.
W 1793 roku Rosja zagarnęła Zwinogródkę w II rozbiorze Polski, a następnie przeniesiono przejściowo siedzibę powiatu do Ekatyrenopola (dawne Kalnebłota).

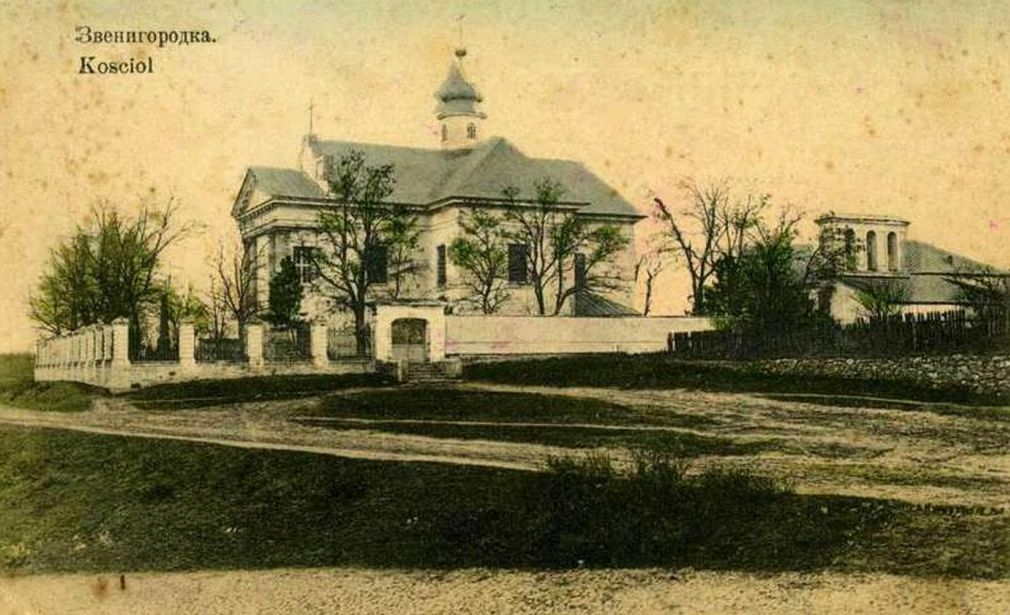
Kościół w 1892 r.

### XIX wiek
Starościna Salomea Sołtykowa ufundowała murowany kościół pw. Opatrzności Bożej, którego budowa trwała od 1800 do 1819 roku.

Dopiero ją wznieśli Sołtyk, starosta Zwinogrodzki i żona jego Salomea Sołtykowa, ludzie szlachetni i pełni zasług. W stronie najdalszej Ukrainy, na granicy Rzplitéj, chwałę boską rozszérzali. Ich hojnością i ofiarą kościół katolicki i seminaryum w Zwinogródce były ufundowane.(...)

W 1820 roku wzniesiono murowaną cerkiew pw. Przemienienia Pańskiego oraz synagogę. Dzięki staraniom ks. Joachima Grabowskiego i nadaniu księcia Hieronima Sanguszki do Zwinogródki przeniesiono z Żytomierza katolickie seminarium duchowne archidiakonatu kijowskiego, prowadzone przez księży misjonarzy. Nauki w nim pobierało w 1820 roku jednak zaledwie 4 alumnów. Władze rosyjskie zamknęły seminarium w 1839 r. Po śmierci Salomei Sołtykowej w 1803 r. starostwo przeszło w ręce Potockiego, a od 1853 zostało przejęte przez rząd carski.
W 1887 roku Zwinogródka liczyła 12,9 tys. mieszkańców, w tym około 2 tys. Polaków. Pracowały tu 3 małe fabryczki tytoniu i 1 wytwórnia świec.

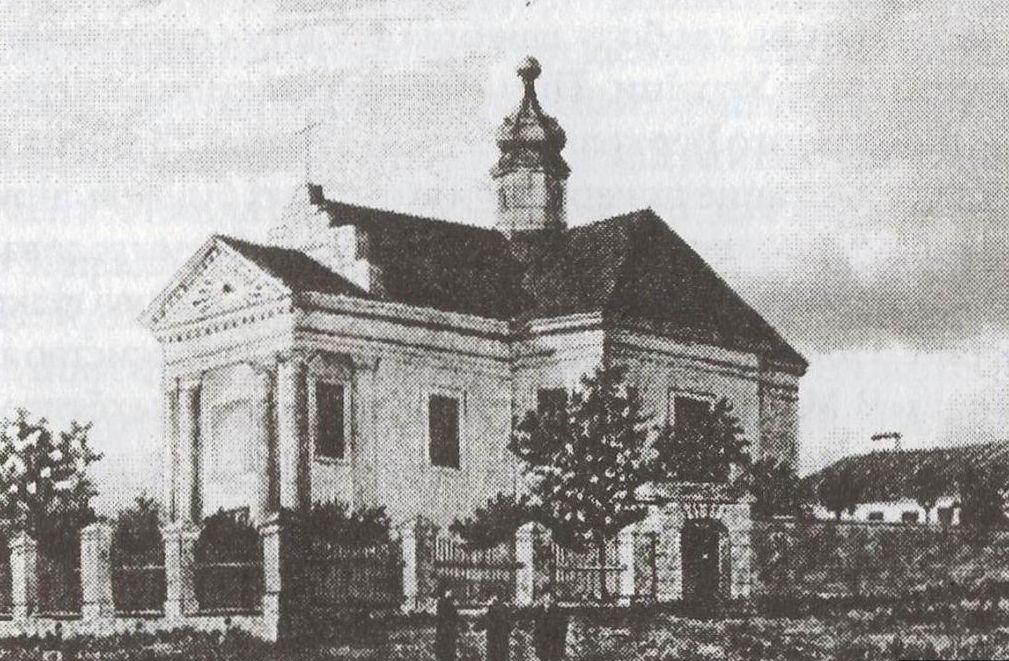
Kościół w 1904

### XX wiek
1 lutego 1918, armia Ukraińskiej Republiki Ludowej odniosła tu zwycięstwo nad oddziałami bolszewickimi. 
Podczas okupacji hitlerowskiej, w październiku 1941 roku Niemcy utworzyli getto dla żydowskich mieszkańców. Przebywało w nim około 1500 osób. 14 lipca 1942 roku Niemcy zlikwidowali getto, a Żydów zamordowano na cmentarzu żydowskim. Sprawcami zbrodni było Gestapo z Kijowa, niemiecka żandarmeria oraz ukraińska policja. 
28 stycznia 1944 Armia Czerwona połączyła tu swe wojska pancerne 6 pułku 1 Frontu Ukraińskiego i 5 pułku Gwardii 2 Frontu, biorąc w kleszcze wojska niemieckie.
W 1989 liczyła 22 740 mieszkańców.
Od 1991 miasto w obwodzie czerkaskim Ukrainy.
W 2013 liczyła 17 958 mieszkańców.

## Zabytki

Cerkiew

- Kościół katolicki zbudowany z funduszy zapisanych przez starościnę Salomeę Sołtykową w 1799 roku, zbudowany do 1808 roku w stylu klasycystycznym pod nadzorem księdza Joachima Grabowskiego. W 1816 roku Sołtykowie zbudowali obok seminarium katolickie, zamknięte w przez rząd rosyjski w 1839 roku i zburzone około 1950 roku. Kościół zamknięto po rewolucji w 1917 roku, a podczas okupacji niemieckiej otworzono w nim cerkiew funkcjonującą w nim do 1960 roku. W 1967 roku kościół został przebudowany na dworzec autobusowy. Zachował się portyk na dawnej fasadzie głównej.
- Cerkiew z XIX wieku
- Cmentarz katolicki z polskimi nagrobkami[9]

## Osobistości związane z miastem
- Izydor Kopernicki, polski lekarz i antropolog
- Marian Romeyko, polski oficer II RP i pisarz wojskowy